# Saint Kitts
Het eiland Saint Kitts (ook: Saint Cristopher) is het grootste van de beide eilanden van de federatie Saint Kitts en Nevis. Het eiland draagt de naam van de naamheilige van Christoffel Columbus, de heilige Christoffel. De hoofdstad is Basseterre.
De oppervlakte van het eiland is 168,4 km² (ongeveer 29 bij acht kilometer). Saint Kitts is gelegen in de Caribische Zee en behoort tot de Kleine Antillen. De dichtstbijzijnde eilanden zijn Nevis in het zuiden (3 km) en Sint Eustatius in het noorden (10 km). Met deze eilanden vormde St. Kitts in het Laatste Glaciale Maximum één eiland.

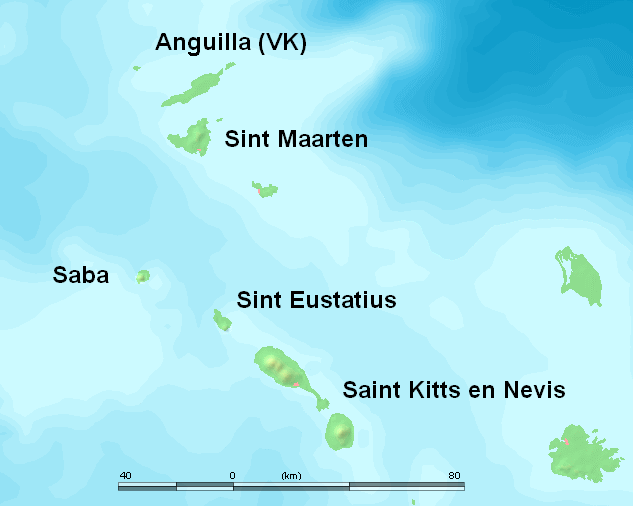
Saint Kitts en de nabijgelegen eilanden

## Klimaat en geologie
De bodem bestaat vooral uit vulkanisch gesteente. Het hoogste punt ligt is de Mount Liamuiga (1156 m) in het noordwesten, een slapende vulkaan die eerder Mount Misery heette. Er heerst een tropisch regenklimaat (het regenseizoen is van mei tot oktober).

## Geschiedenis en economie
Saint Kitts was oorspronkelijk bewoond door Kalinago inheemsen. De eerste kolonisten die zich op het eiland vestigden waren de Britten in 1623. In 1625 arriveerde een groep Franse kolonisten wiens schepen beschadigd waren na een gevecht met een Spaanse galjoen. In 1626 werden de meeste Kalingo vermoord door een gezamenlijke aanval van de Britten en Fransen bij Bloody Point. De economie van Saint Kitts was gebaseerd op suikerrietplantages en slavernij. Saint Kitts wijzigde verschillende keren van Brits naar Frans bezit totdat het in 1783 definitief aan het Verenigd Koninkrijk werd toegwezen. In 1967 kreeg Saint Kitts autonomie als Saint Christopher, Nevis en Anguilla. In 1983 werd het land onafhankelijk.
Bij Basseterre bevinden zich een haven en Robert L. Bradshaw International Airport, het belangrijkste internationale vliegveld van het land.
Het buureiland Nevis probeerde zich in 1998 door middel van een referendum af te scheiden van het (hoofd)eiland St Kitts, maar er stemden niet genoeg mensen vóór afscheiding. Dit eiland heeft ook een haven en een regionaal vliegveld.
De grootste inkomstenbron van de eilandbewoners is het toerisme, verder wordt er veel gewerkt in de dienst- en landbouwsector.

## Monumenten
Op Saint Kitts ligt het 18e-eeuwse Brimstone Hill Fortress, dat wel het Gibraltar van West-Indië wordt genoemd en is opgenomen in de Werelderfgoedlijst van de Unesco.

## Geboren op Saint Kitts
- Lenore Harney (1925-2020), Kittitiaans arts
- Everett Morton (1950-2021), Brits drummer
- Tina Woodley, Nederlands-Antilliaanse atleet